# 宇津峰宮
宇津峰宮（うづみねのみや、生没年不詳）は、南北朝時代の南朝の皇族。諱・系譜ともに不詳であるものの、近世の俗書においては、後醍醐天皇の孫で、中務卿尊良親王の王子に当たるという守永親王（もりながしんのう）に比定されることが多い。宮号は、北畠顕信に奉じられて陸奥宇津峰城に拠ったことに由来する。

## 経歴

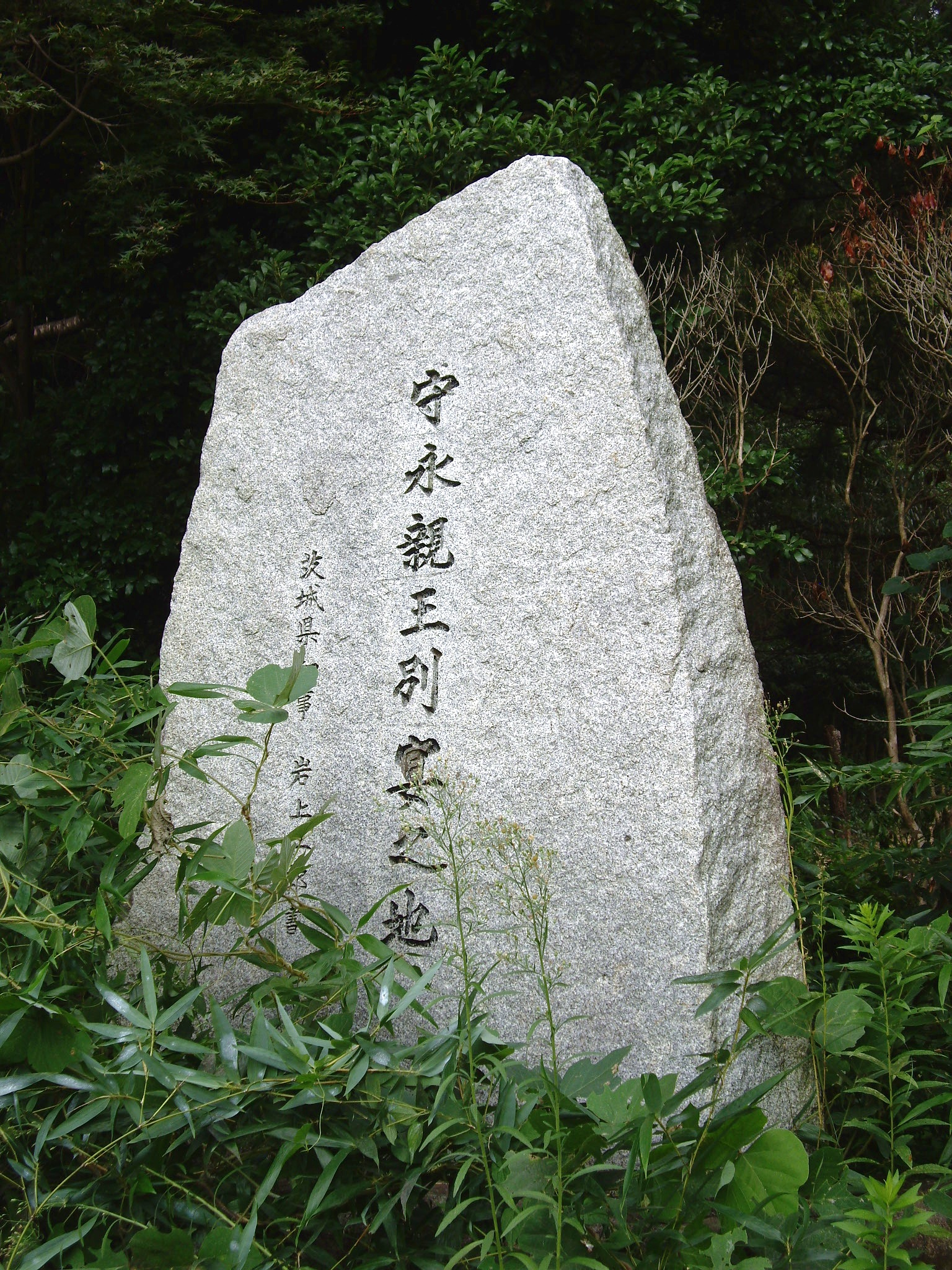
関城跡の「守永親王別宴之地」碑。落城時に宴を催した場所という

興国4年/康永2年（1343年）常陸合戦の戦況が好転しない最中に吉野から下向し、5月常陸関城の北畠親房に迎え入れられた。同年11月に関城・大宝城が陥落した後は、残兵に守られながら陸奥に逃れ、北畠顕信の宇津峰城に入ったとみられる。正平2年/貞和3年（1347年）7月奥州管領吉良貞家・畠山国氏ら北軍の攻撃を受け、9月に宇津峰城が陥落すると、顕信に奉じられて一旦出羽（庄内地方か）へ逃れた。その後に足利一族間の内訌（観応の擾乱）が地方にも波及して、吉良・畠山両管領の分裂が激しくなると、正平6年/観応2年（1351年）10月伊達宗遠や田村庄司の一族を率いて多賀国府を攻撃して奪回し、11月には吉良貞家を名取川に破って伊具館へ敗走させた。正平7年/観応3年（1352年）閏2月尊氏の党を討たんとする顕信に奉じられて伊達郡へ出陣したが、3月その隙を突いた吉良貞経によって国府が再び占領されたため、顕信とともに三沢城から大波城へ逃れ、やがて宇津峰城に籠城する。以来1年有余に及ぶ貞家との攻防戦を経て、翌正平8年/文和2年（1353年）5月に宇津峰城が陥落すると、顕信・守親父子に奉じられて再び出羽へ逃れた。しばらくは出羽の各地に潜伏して奥羽南軍の統率に当たったとみられるが、以後の消息は明らかでない。

## 宇津峰宮の比定
諱・系譜ともに明らかでない宇津峰宮であるが、近世前期の『桜雲記』『南方紀伝』は、伊勢から東国へ向かった尊良親王第一宮を宇津峰宮と同一人とし、さらに近世後期の『南朝編年記略』『南山巡狩録』は、これに新葉和歌集作者の守永親王を比定する。ただし、その確証となる史料はなく、真否は後考を待つ他ない。

### 尊良親王第一宮
尊良親王の第一王子で、母は西園寺公顕の女・御匣殿である（『増鏡』）。吹上本『帝王系図』の巻末付紙によると、諱は居良（いやよし／いやなが）か。元弘2年/正慶元年（1332年）には10歳以下であったというから、生年は元亨3年（1323年）以降となろう。延元3年/暦応元年（1338年）9月宗良親王とともに伊勢大湊を出航するも、伊豆崎にて大風に遇い、遠江井伊城に入る。翌延元4年/暦応2年（1339年）3月北畠顕信らに奉じられ、再び伊勢を出航して東国へ向かった（『元弘日記裏書』）。

### 守永親王
守永親王（もりながしんのう）は、系譜不詳の南朝の皇族。事績についても、親王宣下を受けて上野太守に任じられたこと、また歌人として、『新葉和歌集』に8首入集していることの他は不詳である。『南方紀伝』によると、弘和3年/永徳3年（1383年）7月に出家。なお、『鎌倉大草紙』には、永徳年間の後に南朝某宮が新田一族とともに信濃浪合で討死したことが見えるが、菅政友は佐々宗淳の著書『十竹筆記』に見える徳川家の秘説なるものを引用して、この某宮を守永親王に比定している。